# Перушич-Доній
Перушич-Доній (хорв. Perušić Donji) — населений пункт у Хорватії, у Задарській жупанії у складі міста Бенковаць.

## Населення
Населення за даними перепису 2011 року становило 123 осіб.